# 允景洪街道
允景洪街道，是中华人民共和国云南省西双版纳傣族自治州景洪市下辖的一个街道。
2002年7月，允景洪街道正式成立。2019年10月17日，西双版纳州人民政府批准允景洪街道析置为允景洪街道、江北街道。

## 行政区划
允景洪街道下辖以下地区：
嘎兰社区、曼景兰社区、新城社区、风情园社区、花卉园社区、三叶社区、白象湖社区、孔雀湖社区、黎明社区、曼听公园社区、嘎栋社区、白塔社区、纳昆康社区、滨江社区、大沙坝社区、曼么龙社区、万和社区、景康社区、景盛社区、庄洪社区、景德社区、乐园社区、新丰社区、北苑社区、园林社区、澜湄社区、福源社区、金源社区。